# 軀瞉 (印度教)
在印度瑜伽傳統中，認為人的身體是由五層軀殼（[कोश] 错误：{{Lang-xx}}：拉丁字母轉寫第 1 個字元「क」不是拉丁字母。（帮助），kośa，Kosha，Kosa，意思為殼）組成，當中包裹著真我（Ātman）。
這五層身體為：
1. Annamaya kosha, 食物所成身
2. Pranamaya kosha, 氣所成身
3. Manomaya kosha, 意所成身
4. Vijnanamaya kosha, 識所成身
5. Anandamaya kosha, 大梵福佑的身

印度教相信，一個智者會了解這五層身體中沒有自我，是無我的，只有當中的真我(靈魂)才是我。